# Čikuli
Čikuli je benzínový čisticí prostředek. Byl masově vyráběn v éře socialismu v bývalé ČSSR, kdy byl běžně dostupný v prodejnách drogerie. Prostředek, tehdy obsahující trichloretylén, byl též zneužíván pro svoje omamné účinky.
Čikuli se používalo také jako rozpouštědlové lepidlo v modelářství (plastové modely). Dnešní výrobek stejného jména, ale novou recepturou, se již k tomuto účelu nehodí.